# 田中綾
田中 綾（たなか あや、1970年2月11日 - ）は、日本の文芸評論家、歌人、小説家。
北海学園大学人文学部教授。博士（文学）（北海学園大学）。
専門は日本近現代文学（特に詩歌史）。
研究テーマは、昭和の戦時下とGHQ占領期における言論統制と短歌。特に逗子八郎研究。

## 経歴
北海道札幌市出身。北海道札幌平岸高等学校、北海道大学文学部言語学専攻卒業。
福島泰樹の短歌絶叫ライブに触れて現代短歌を始め、1991年の第8回早稲田文学新人賞に短歌「人間呼格」で佳作に選ばれる。フリーライターを経て、1995年に「アジアにおける戦争と短歌 －近・現代思想を手がかりに」で第13回現代短歌評論賞受賞。その後、菱川善夫に師事して短歌批評を学び、北海学園大学大学院文学研究科の1期生として修士課程を修了。2001年から2010年まで朝日新聞北海道版歌壇選者を担当。2008年、北海学園大学にて「非国民文学論」により博士（文学）を取得。2002年度道銀芸術文化奨励賞受賞。2008年、前年に没した菱川の後任として北海学園大学人文学部准教授に着任。2014年同人文学部教授。2022年同附属図書館長。
北海道新聞日曜文芸欄に連載コラム「書棚から歌を」を2009年11月から週1回担当している。2017年、三浦綾子記念文学館館長。
2022年3月から北海道新聞朝刊の「サタデーどうしん」にて、三浦光世・綾子夫妻の半生を描いた小説を1年間連載し、これは2023年3月に書籍化された。

## 著書
- 『権力と抒情詩』（ながらみ書房） 2001
- 『書棚から歌を』（深夜叢書社） 2015
- 『非国民文学論』（青弓社） 2020
- 『書棚から歌を 二〇一五 - 二〇二〇』（北海学園大学出版会、しまふくろう新書） 2021
- 『あたたかき日光』（北海道新聞社） 2023

### 共編著
- 「短歌という方法」（岡井隆, 佐佐木幸綱ほか編、岩波書店、『現代にとって短歌とは何か』） 1998
- 「祝祭(フェスティバル) - 六十年代前衛短歌運動とは」（文学史を読みかえる研究会編、インパクト出版会、『文学史を読みかえる6 大転換期』） 2003
- 「大逆事件と近代日本」（現代短歌研究会編、水声社、『〈殺し〉の短歌史』） 2010
- 「歌人と戦争責任」（河出書房新社、『作家と戦争 太平洋戦争70年』） 2011